# Svjetska džudo serija u Hrvatskoj
Svjetska judo serija, odnosno IJF World Series (prije World Judo Tour) sastoji se od, poredanih po koeficijentu od najvećeg do najmanjeg, 1 Masters turnira, nekoliko Grand Slam i Grand Prix turnira i 1 Continental Open turnira.
2012. je IJF odlučio povjeriti Hrvatskoj organizaciju Grand Prix turnira. Ugovor je potpisan na četiri godine za turnir u Rijeci, s prvim izdanjem zakazanim za 2013. To je bio prvi turnir Svjetske judo serije u Hrvatskoj.
2014. turnir je premješten u Zagreb zbog za sada nejasnih razloga.

## Grand Slam
Do sada nije održan u Hrvatskoj.

## Grand Prix
██ Pobjednici
██ Finalisti
| Izdanje | Broj natjeca- telja      | Finalisti         | Finalisti          | Finalisti         | Finalisti         | Finalisti         | Finalisti         | Finalisti         |  |  |  |
| ------- | ------------------------ | ----------------- | ------------------ | ----------------- | ----------------- | ----------------- | ----------------- | ----------------- |  |  |  |
| Izdanje | Broj natjeca- telja      | +100 kg           | -100 kg            | -90 kg            | -81 kg            | -73 kg            | -66 kg            | -60 kg            |  |  |  |
| Izdanje | Broj natjeca- telja      |                   |                    |                   |                   |                   |                   |                   |  |  |  |
| 2020.   | Grand Prix Zagreb        | Grand Prix Zagreb | Grand Prix Zagreb  | Grand Prix Zagreb | Grand Prix Zagreb | Grand Prix Zagreb | Grand Prix Zagreb | Grand Prix Zagreb |  |  |  |
| –       | Grand Prix Zagreb        | Grand Prix Zagreb | Grand Prix Zagreb  | Grand Prix Zagreb | Grand Prix Zagreb | Grand Prix Zagreb | Grand Prix Zagreb | Grand Prix Zagreb |  |  |  |
| 2014.   | Grand Prix Zagreb        | Grand Prix Zagreb | Grand Prix Zagreb  | Grand Prix Zagreb | Grand Prix Zagreb | Grand Prix Zagreb | Grand Prix Zagreb | Grand Prix Zagreb |  |  |  |
| 2013.   | Grand Prix Rijeka        | Grand Prix Rijeka | Grand Prix Rijeka  | Grand Prix Rijeka | Grand Prix Rijeka | Grand Prix Rijeka | Grand Prix Rijeka | Grand Prix Rijeka |  |  |  |
| 2013.   |                          | Marko Radulović   | Karl-Richard Frey  | Domenik Wenzinger | Szabolcs Krizsán  | Gui-Man Bang      | Denis Lavrentyev  | Beslan Mudranov   |  |  |  |
| 2013.   | Jean-Sebastien Bonvoisin | Michal Horak      | Giuliano Loporchio | Carlos Luz        | Rok Drakšič       | Sergiy Pliyev     | Sofiane Milous    |                   |  |  |  |

| Izdanje | Broj natjeca- teljica | Finalistice       | Finalistice           | Finalistice       | Finalistice       | Finalistice       | Finalistice       | Finalistice        |  |  |  |
| ------- | --------------------- | ----------------- | --------------------- | ----------------- | ----------------- | ----------------- | ----------------- | ------------------ |  |  |  |
| Izdanje | Broj natjeca- teljica | +78 kg            | -78 kg                | -70 kg            | -63 kg            | -57 kg            | -52 kg            | -48 kg             |  |  |  |
| Izdanje | Broj natjeca- teljica |                   |                       |                   |                   |                   |                   |                    |  |  |  |
| 2020.   | Grand Prix Zagreb     | Grand Prix Zagreb | Grand Prix Zagreb     | Grand Prix Zagreb | Grand Prix Zagreb | Grand Prix Zagreb | Grand Prix Zagreb | Grand Prix Zagreb  |  |  |  |
| –       | Grand Prix Zagreb     | Grand Prix Zagreb | Grand Prix Zagreb     | Grand Prix Zagreb | Grand Prix Zagreb | Grand Prix Zagreb | Grand Prix Zagreb | Grand Prix Zagreb  |  |  |  |
| 2014.   | Grand Prix Zagreb     | Grand Prix Zagreb | Grand Prix Zagreb     | Grand Prix Zagreb | Grand Prix Zagreb | Grand Prix Zagreb | Grand Prix Zagreb | Grand Prix Zagreb  |  |  |  |
| 2013.   | Grand Prix Rijeka     | Grand Prix Rijeka | Grand Prix Rijeka     | Grand Prix Rijeka | Grand Prix Rijeka | Grand Prix Rijeka | Grand Prix Rijeka | Grand Prix Rijeka  |  |  |  |
| 2013.   |                       | Lucija Polavder   | Anamari Velenšek      | Laura Vargas-Koch | Faith Pitman      | Miryam Roper      | Mareen Kraeh      | Scarlett Gabrielli |  |  |  |
| 2013.   | Jasmin Kuelbs         | Gyeong-Mi Jeong   | Fanny Estelle Posvite | Isabel Puche      | Telma Monteiro    | Ilse Heylen       | Kay Kraus         |                    |  |  |  |

## Continental Open
Do sada nije održan u Hrvatskoj.

## Vanjske poveznice
- worldjudoday[neaktivna poveznica]
- judoinside
- judobase.ijf